# Gnaphosa clara
Gnaphosa clara är en spindelart som först beskrevs av Eugen von Keyserling 1887.  Gnaphosa clara ingår i släktet Gnaphosa och familjen plattbuksspindlar. Inga underarter finns listade i Catalogue of Life.